# Narrow Hills Provincial Park
Narrow Hills Provincial Park är en park i Kanada.   Den ligger i provinsen Saskatchewan, i den centrala delen av landet, 2 300 km väster om huvudstaden Ottawa. Narrow Hills Provincial Park ligger 491 meter över havet. Den ligger vid sjön Lower Fishing Lake.
Terrängen runt Narrow Hills Provincial Park är platt. Trakten runt Narrow Hills Provincial Park är nära nog obefolkad, med mindre än två invånare per kvadratkilometer.. Det finns inga samhällen i närheten. 
I omgivningarna runt Narrow Hills Provincial Park växer i huvudsak barrskog.